# Namgyal Lhamu
Namgyal Lhamu (* 5. April 1974) ist eine ehemalige bhutanische Bogenschützin. 

## Karriere
Namgyal Lhamu nahm bei den Olympischen Sommerspielen 1992 in Barcelona im Einzelwettkampf teil, wo sie den 61. Platz belegte. Mit der bhutanischen Mannschaft belegte sie im Mannschaftswettkampf den 17. Rang.